# Your Touch
Your Touch è un singolo del duo rock statunitense The Black Keys, pubblicato nel 2006 ed estratto dall'album Magic Potion.

## Tracce
- EP

1. Your Touch – 2:42
2. Strange Desire – 4:20
3. Thickfreakness (Live in Darwin, Australia) – 3:52

- 7"/CD

1. Your Touch – 2:42
2. The Breaks (Live in Darwin, Australia at Browns Mart April 9, 2006) – 4:11

## Video
Il videoclip della canzone è stato diretto da Peter Zavadil.

## Formazione
- Dan Auerbach - voce, chitarra
- Patrick Carney - batteria, percussioni